# Myrmelachista arthuri
Myrmelachista arthuri är en myrart som beskrevs av Auguste-Henri Forel 1903. Myrmelachista arthuri ingår i släktet Myrmelachista och familjen myror.

## Underarter
Arten delas in i följande underarter:
- M. a. arthuri
- M. a. brunneiceps

## Bildgalleri

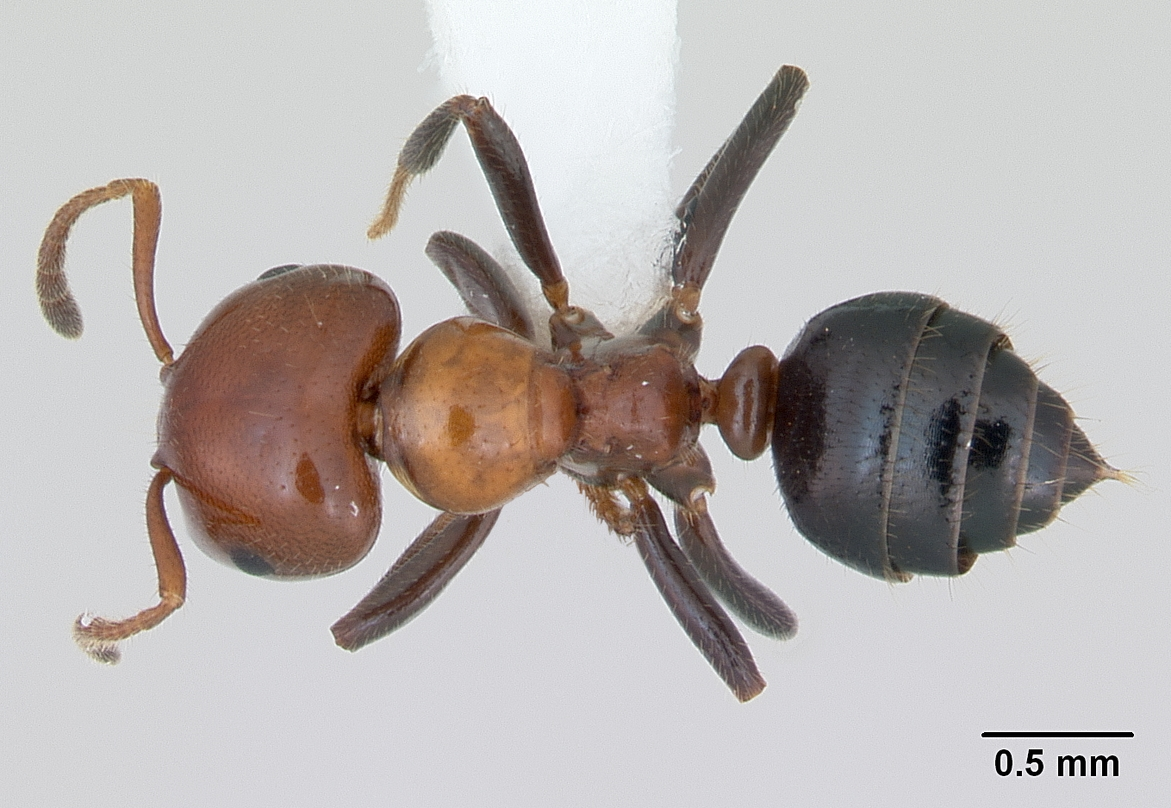
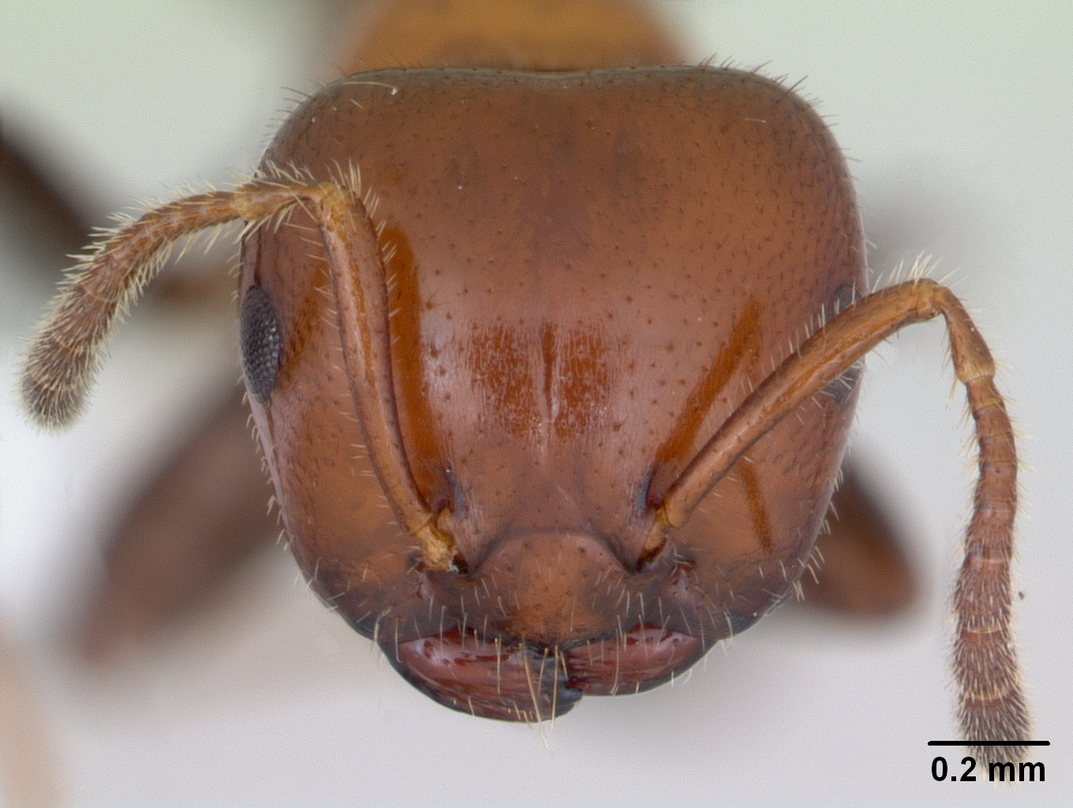
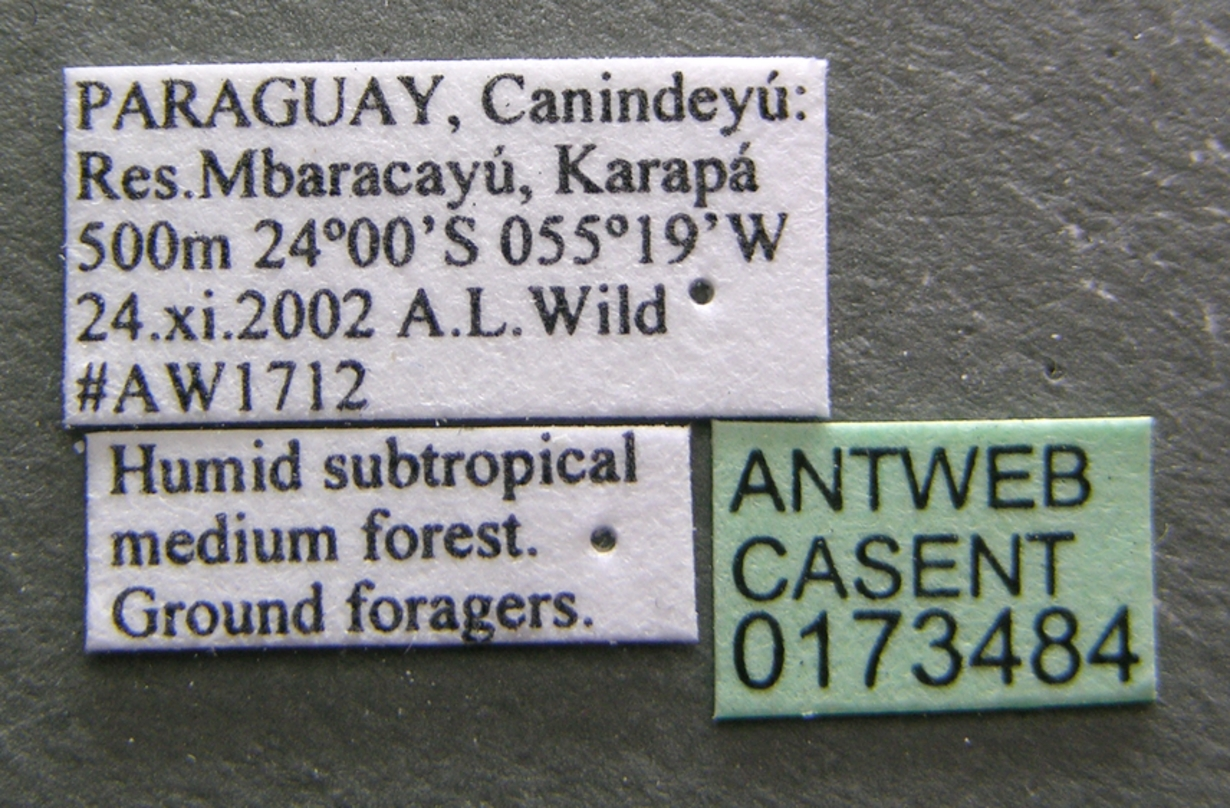
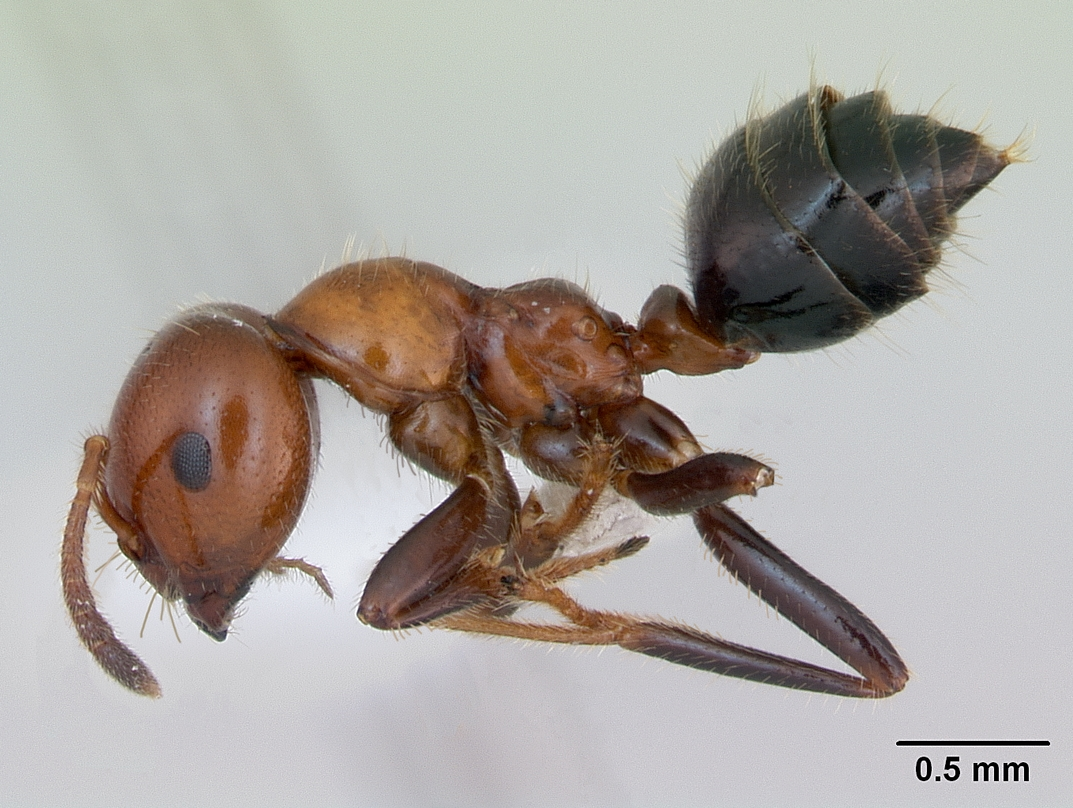